# E3 Prijs Vlaanderen 2008
L'E3 Prijs Vlaanderen 2008, cinquantunesima edizione della corsa, valido come evento del circuito UCI Europe Tour 2008, fu disputato il 29 marzo 2008 per un percorso di 203  km. Fu vinto dal norvegese Kurt Asle Arvesen, al traguardo in 4h57'03" alla media di 41,003  km/h.
Dei 193 ciclisti partiti da Harelbeke furono in 89 a portare a termine il percorso.

## Ordine d'arrivo (Top 10)
| Pos. | Corridore         | Squadra         | Tempo    |
| ---- | ----------------- | --------------- | -------- |
| 1    | Kurt Asle Arvesen | CSC             | 4h57'03" |
| 2    | David Kopp        | Cycle Collstrop | a 5"     |
| 3    | Greg Van Avermaet | Silence         | s.t.     |
| 4    | Thomas Voeckler   | Bouygues Tél.   | s.t.     |
| 5    | Janek Tombak      | Mitsubishi      | s.t.     |
| 6    | Bernhard Eisel    | Columbia        | a 26"    |
| 7    | Matti Breschel    | CSC             | a 1'20"  |
| 8    | Tom Boonen        | Quick Step      | s.t.     |
| 9    | Stijn Devolder    | Quick Step      | s.t.     |
| 10   | Staf Scheirlinckx | Cofidis         | s.t.     |